# Marcos Cabotá Samper
Marcos Cabotá Samper (Palma, Mallorca, 31 de gener de 1981) és un director de cinema mallorquí.

## Trajectòria
Va estudiar al Bellver International College per a després graduar-se en la Universitat Europea de Madrid l'any 2005. Posteriorment, va cursar un graduat a New York Film Academy (Universal Studios, Los Angeles).
En tornar de Los Angeles, va començar a treballar en el guió del seu primer llargmetratge, Amigos..., que finalment va rodar el 2010 amb Ernesto Alterio, Diego Martín, Alberto Lozano, Goya Toledo i Manuela Velasco. Es va estrenar el 2011 i va obtenir el premi del públic al Festival de Màlaga.

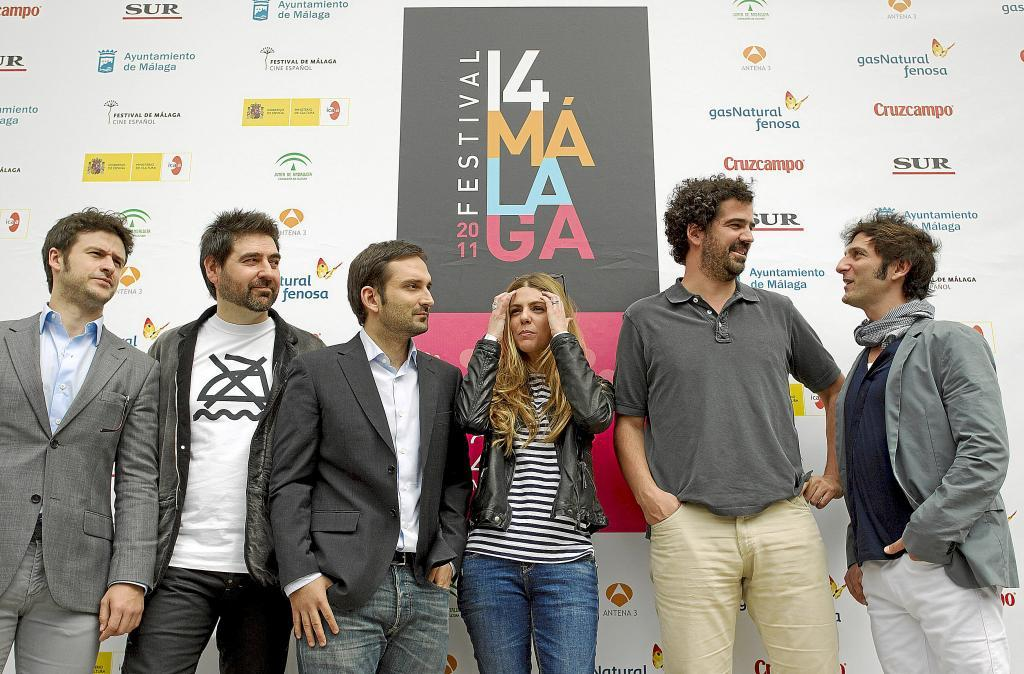
Marcos Cabotá al Festival de Málaga amb l'equip d'"Amigos"

L'any 2013 va rodar i va estrenar el curtmetratge 24 horas con Lucía, protagonitzat per Alberto Lozano i Alexandra Palomo. El curtmetratge va tenir reconeixement internacional amb més de 50 premis i més de 100 participacions en festivals de tot el món, i va rebre entre altres el Meliés d´Argent i el Premi Nocturna al Millor Curtmetratge Espanyol de 2014.

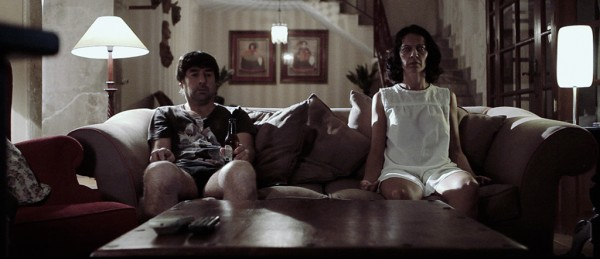
Fotograma de 24 Horas con Lucía

Paral·lelament va produir el curtmetratge Foley Artist, dirigit per Toni Bestard, que també va obtenir un gran èxit en crítica i en premis en Festivals al voltant del món. El curtmetratge va ser finalista en els Premis Goya de 2015.
Aquest mateix any, va tornar a ajuntar forces amb el director de cinema Toni Bestard per a escriure el guió del documental I Am Your Father, una pel·lícula que conta la història de David Prowse, l'actor que va estar darrere de la màscara de Darth Vader en la trilogia original de Star Wars. Dirigit per Marcos Cabotá i Toni Bestard, el film va tenir una molt bon acolliment per la crítica i va obtenir una Nominació als Premis Goya com a Millor Pel·lícula Documental, i fou estrenat al Festival Internacional de Sitges.
En 2014 coprodueix la pel·lícula El destierro, dirigida per Arturo Ruíz. La pel·lícula és rodada entre la Serra de Guadarrama i la Serra de Tramuntana. Compte la història de dos soldats bandejats en l'oblit, que encara que molt diferents entre ells, tots dos troben un interès en comú. Una dona rebel capturada.
A principis del 2017 estrena Cent anys després, una pel·lícula que homenatja els cent anys de vida del Reial Mallorca i posteriorment Noctem, que fou premiada al Festival de Cinema de Sant Cugat. En 2018 estrena La jaula al Festival "Festibérico" d'Holanda, alhora que el curtmetratge "Glitch" que la fa guanyador d'una dotzena de premis al llarg de l'any.

## Filmografia
- Amigos... (2011)
- 24 horas con Lucía (2013)
- Foley Artist
- I Am Your Father (2015)
- El destierro (2014)
- Noctem (2017)
- Cent anys després (2017)
- La jaula (2018)
- Kyoko (2019)
- Glitch

## Premis destacats
- Bisnaga de Plata Premi del Públic al Festival de Màlaga de 2018
- Nominat al Goya al millor documental de 2016
- Nominat al Goya al millor documental de 2019
- Nominat al Premi Forqué al Millor Llargmetratge Documental
- Nominat al Cercle d'Escriptors Cinematogràfics per Millor Llargmetratge Documental
- Premi Nocturna International Film Festival a Millor Curtmetratge
- Premi Meliés d'Argent a Millor Curtmetratge
- Premi Onda Cero a la Cultura 2016